# Perastolisni klokoč
Perastolisni klokoč  (perastolisno pisano drvo, Staphylea pinnata) je grm ili omanje stablo iz porodice Staphyleaceae. Plodovi ove biljke su jestivi, a korišteni su i za izradu nakita (ogrlice, krunice). Koristi se i kao ukrasna biljka.

## Opis
Naraste u visinu od 1,5 do 5 m. Raste pretežno na tlu bogatom kalcijem.